# Pałac Niemitz w Wojcieszowie
Pałac Niemitz w Wojcieszowie (niem. Niemitz) – zabytkowy pałac w Wojcieszowie, przy ul. Bolesława Chrobrego 167. 

## Właściciele
Właściciele majątku Niemitz: rodzina von Uechtritz-Steinkirch (od 1806), Wilhelm von Uechtritz (wymieniany 1886), Helene von Niebelschütz z domu Uechtritz-Steinkirch (wymieniana 1894 i 1912), Margarethe von Gersdorff z domu von Niebelschütz (przed 1921 i w 1937). 

## Historia
Pierwotny, barokowy pałac pochodził z 1800, ale po pożarze w 1816 został przebudowany. Obecną, neogotycką formę, uzyskał w latach 1863-1864. Po II wojnie światowej obiekt gościł przedszkole i lokale mieszkalne (remont 1978-1979). Po 1989 ponownie stał się własnością prywatną, ale rozpoczęty remont nigdy nie został ukończony. Pałac nie jest dostępny dla zwiedzających.

## Architektura
Obiekt wybudowany na planie prostokąta  od fasady głównej z basztami-alkierzami po obu stronach głównego wejścia znajdującego się pod balkonem wspartym kolumnami, kryty łamanym dachem naczółkowym z lukarnami i sygnaturką. Wejścia ogrodowe w zabudowanej werandzie zwieńczonej tarasem w portyku.
Do budynku przylega park pałacowy założony w XIX wieku. W pobliżu znajdują się także budynki gospodarcze - pozostałość folwarczna.

## Inne
- Pałac w Wojcieszowie Dolnym
- Pałac w Wojcieszowie Górnym z 1870 r.
- Pałac w Wojcieszowie Górnym
- Pałac w Wojcieszowie Górnym z XVIII w.